# Рамон-и-Ривера, Луис Фелипе
Луи́с Фели́пе Рамо́н-и-Риве́ра (исп. Luis Felipe Ramón y Rivera; 23 августа 1913, Сан-Кристобаль, Венесуэла — 22 октября 1993, Каракас, Венесуэла) — венесуэльский музыковед, фольклорист, композитор, скрипач и педагог.

## Биография
В 1925 году семья перебирается в Каракас, а Луиса Фелипе отправляют учится в Колумбию. Здесь его учителями были: Висенте Эмилио Сохо, Мигель Анхель Эспинель и Хуан Баутиста Пласа Альфонсо. По завершении учёбы некоторое время работает в Симфоническом оркестре Венесуэлы. С 1945 года изучает музыковедение сначала в Монтевидео у Висенте Асконе, а затем в Буэнос-Айресе у Исабель Арец. С 1947 года руководил секцией музыковедения Национальной службы фольклорных исследований. С 1953 года директор Национального института фольклора (Каракас). С 1971 года профессор Международного института этномузыкологии и фольклора.

## Сочинения
- «Matinal» (1938)
- «Brisas del Torbes» (1939)
- «Diez canciones infantiles» (1945)
- пьеса «Joropo» для двух фортепиано (1945)
- пьеса «Tierra andina» для двух фортепиано (1962)
- «Lejanía»

## Музыковедческие работы
- 1949 — La polifonia popular de Venezuela.
- 1953 — El joropo, baile nacional de Venezuela. ISBN 980-216-018-0
- 1953 — Una interpretación psicológica del coplero popular.
- 1955 — Cantos de trabajo del pueblo venezolano.
- 1961 — La música típica del Táchira: el folklore tachirense. ISBN 980-352-014-8
- 1963 — Cantos negros en la fiesta de San Juan.
- 1963 — Música folklórica y popular de Venezuela.
- 1966 — Selección de música folklórica de Venezuela.
- 1967 — Música indígena, folklórica y popular de Venezuela.
- 1969 — Formaciones escalísticas en la etnomúsica latinoamericana.
- 1969 — La música folklórica de Venezuela. ISBN 980-01-0254-X
- 1971 — La música afrovenezolana.
- 1976 — La música popular de Venezuela.
- 1980 — Fenomenología de la etnomúsica del área latinoamericana.
- 1981 — Teatro popular venezolano.
- 1982 — Nuestra historia en el folclore. ISBN 980-01-0323-6
- 1982 — El folklore en la novela venezolana. ISBN 84-499-5695-1
- 1985 — Pueblos tachirenses.
- 1987 — Sobre el autor del himno nacional.
- 1988 — 50 años de música en Caracas, 1930-1980. ISBN 980-300-136-1
- 1992 — Folk Songs of the Americas. ISBN 0-8464-2506-8
- 1992 — La poesía folklórica de Venezuela. ISBN 980-01-0194-2
- 1992 — Memorias de un Andino. ISBN 980-07-0841-3
- 1996 — Literatura folklórica tachirense: Cuentos de Pedro Rimales. ISBN 980-352-014-8